# Vz.33豆戦車
vz.33豆戦車（チェコスロバキア軍名称 Tančík vzor 33、Tančík vz. 33、Tč vz. 33、Tčvz.33）は、チェコのČKD（Českomoravská Kolben Daněk、チェスコモラスカー・コーベン・ダニック、略称：チェーカーデー、チェコダ）社が、第二次世界大戦前に開発した豆戦車である。
「Tančík（タンチック）、Tč」は「豆戦車」、「vzor～、vz.～」は「～年式、～年型」を意味するので、直訳すると「Tančík vzor 33、Tančík vz. 33、Tč vz. 33、Tčvz.33」は「1933年型豆戦車」となる。

## 概要

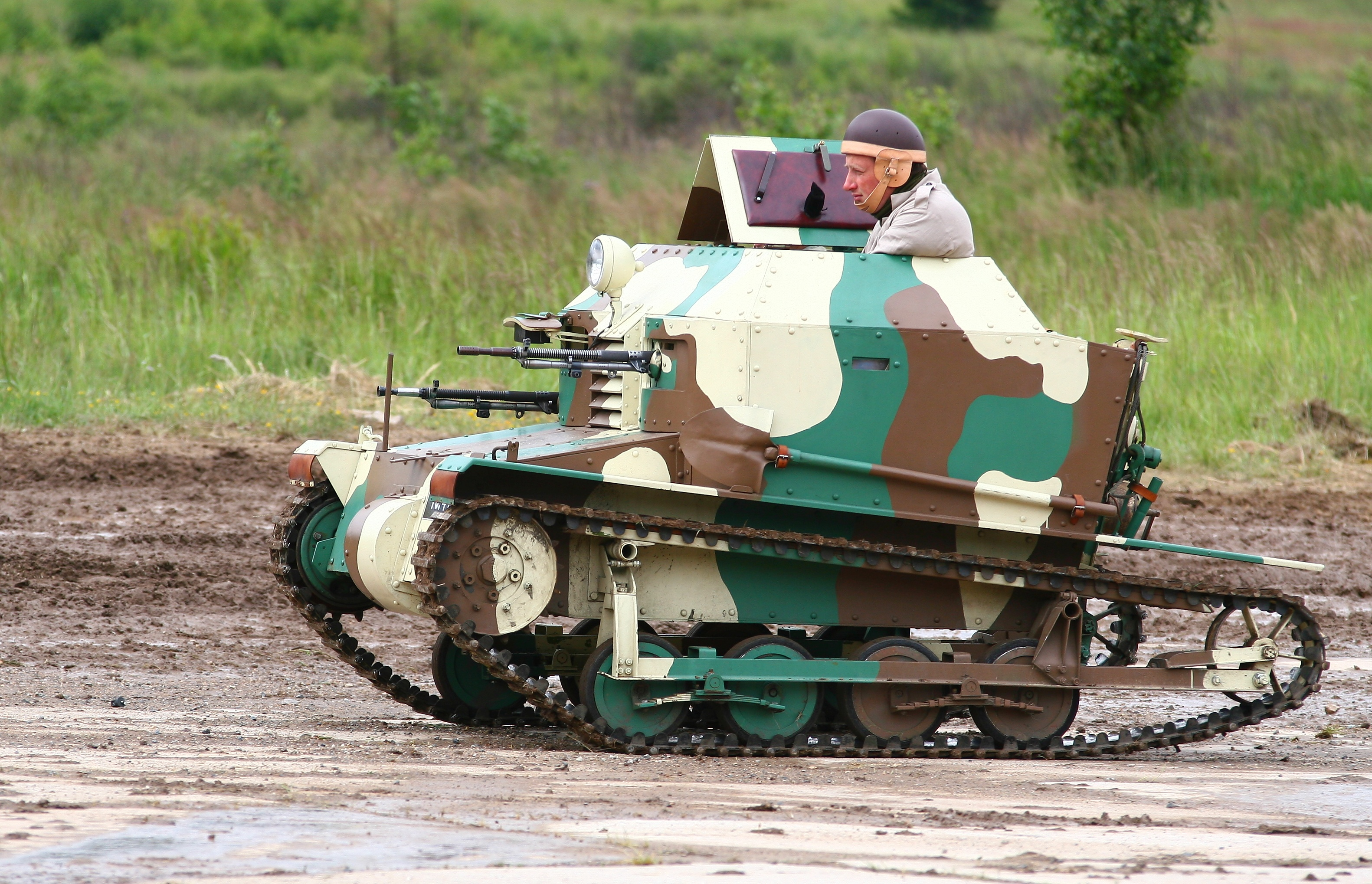
BAHNA地上部隊デー2018でのデモンストレーション

1930年3月、チェコスロバキアは、イギリスから3輌のカーデン・ロイド Mk.VI 豆戦車を、ライセンス生産権付きで輸入し、同年5月、国防省はČKD社に、「CL-P」の試作名称で、4輌の試作車（Mk.VIのコピー）の製造を命じ、同年、製造された。
プラガ装甲車両部門が、アレクセイ・ミハリョヴィッチ・スリン（Alexej Mikhalyovich Surin、1897年2月10日 - 1974年4月6日、ウクライナのハリコフ出身のチェコの機械技術者。Tčvz.33の他、コロホウセンカ、LTvz.34、LTvz.35、LTvz.38、AH-IVなどの設計者）のリーダーシップの下、試作名称「P-I」として、Mk.VI（CL-P）を基に改良することで、ČKD社（≒プラガ社）によって開発されたのが、「vz.33豆戦車」である。「P-I」の「I」は、チェコスロバキア軍における初期の戦車の分類である、カテゴリーI（豆戦車）を、「P」は「Praga＝プラガ社」を、表す。
4輌の試作車「CL-P」の内の1輌が、「P-I」として、1931年から1932年の間に、広範囲にわたってテストされ、その間に様々な改修を施された後、残りの内の2輌も同仕様に改修され、これら3輌は1933年10月17日にミロヴィツェ突撃車両連隊に引き継がれ、同年「P-1」は「vz.33豆戦車」として制式化され、1933年4月19日に70輌の製造命令が下され、1934年10月までに全車が陸軍に引き渡された。なお、「CL-P」の残りの1輌は、最終的にイランのシャーに与えられた。

車体構造は、アングルフレームで組み立てられたシャーシに装甲板をリベット留めしたもので、前面装甲厚は12 mm、両側が8 mm、上部と底板は厚さ6 mmであった。7.92 mm徹甲弾に対し、正面なら125 m、側面なら185 mの距離まで耐えられた。通常の7.92 mm弾であれば、全周が50 mまで耐えられた。
戦闘室には排気量1.95 Lの30馬力（22 kw）水冷直列4気筒ガソリンエンジンが直接置かれており、エンジンの左側には50 Lの燃料タンクが置かれ、最高速度35 km/hを発揮した。トランスミッションは前進4段/後退1段であった。駆動装置の部品は、トランスミッション、減速機、ディファレンシャル、ドライブシャフト、ブレーキ、など全て、プラガ ANトラックからの流用であった。
足回りは、カーデン·ロイド豆戦車の改良版で、履帯の接地圧は0.5 kg/cm2であった。幅1.2 mの塹壕を乗り越え、高さ0.5 mの障害物を乗り越えることができた。

豆戦車（タンケッテ）から戦車開発を始めた他国と同様に、イギリスのカーデン・ロイド Mk.VI 豆戦車のコピー（CL-P）から始めて、vz.33豆戦車（P-I）の開発によって、戦車開発の経験を積んだČKD社は、次作のLT vz. 34（P-II）の開発と、シュコダ社の開発したLT vz. 35（35(t)戦車）の半数の生産の請負を経て、傑作戦車 LT vz. 38（38(t)戦車）を生み出すことになる。